# Otočke igre
Otočke igre (eng. Island Games), su prijateljsko športsko natjecanje koje se održava svake dvije godine. Na njemu sudjeluju sastavi s nekolicine svjetskih otoka, po kojima se i ovo natjecanje zove. 
Natjecanje je pokrenuto 1985. kao "Međuotočke igre" (eng. Inter-Island Games) i kao dio manske Međunarodne godine športa (eng. International Year of Sport) i prvotno ih se smatralo samo kao jednokratnom športskom priredbom.
Geoffrey Corlett, koji je postao prvim ravnateljem igara, kontaktirao je ne samo sa susjednim otocima Velike Britanije, nego je ohrabrio i Skandinavce, Grenland, Island, Ovčje Otoke, Svetu Helenu i ostale na sudjelovanje.

U početku je sudjelovalo 15 otoka, uz 600 natjecatelja koji su se natjecali u 7 športova, a ukupni trošak održavanja Igara je bio 70 tisuća funta.

Trkačka i bacačka natjecanja su održana na osmostaznom travnatom trkalištu, daleko od današnjeg stanja, kada se domaćini mogu pohvalit s novim sintetskim stazama na stadionu koji može primiti 10 tisuća gledatelja. 
Igre su bile tako uspješne, da se odlučilo da se održi slična priredba dvije godine poslije.

## Krovna organizacija
Međunarodnu organizaciju koja je krovno tijelo za ovo natjecanje, Međunarodna asocijacija Otočkih igara, "International Island Games Association", kraticom IGA, je utemeljio otok Man 1985.
Isključiva joj je svrha organiziranje Otočkih igara.
IGA poveziva članske otočke saveze s pokroviteljima. Također, mjerodavno je tijelo koje utvrđiva je li zainteresirani otok odgovara uvjetima za članstvo. Svako buduće pridruživanje, otkad se Minorca pridružila 2005., trebat će promjenu statuta ove organizacije.

## Članice
| - Åland - Alderney - Bermudi - Frøya - Gibraltar - Gotland - Grenland - Guernsey - Hitra | - Jersey - Kajmanski Otoci - Otok Man - Malvinski otoci - Minorca - Otočje Orkney - Farski otoci - Prince Edward Island - Rod | - Saaremaa - Sark - Sveta Helena - Shetlandsko otočje - Vanjski Hebridi - Wight - Ynys Môn/Anglesey |

## Mjesta održavanja igara
| Godina | Igre  | Otok domaćin                     | Država                         |
| ------ | ----- | -------------------------------- | ------------------------------ |
| 1985.  | I.    | Otok Man                         | britanski krunski posjed       |
| 1987   | II.   | Guernsey                         | britanski krunski posjed       |
| 1989.  | III.  | Ovčji Otoci                      | Ovčji Otoci                    |
| 1991.  | IV.   | Åland                            | Finska                         |
| 1993.  | V.    | Wight                            | Engleska                       |
| 1995.  | VI.   | Gibraltar                        | britansko prekomorsko područje |
| 1997.  | VII.  | Jersey                           | britanski krunski posjed       |
| 1999.  | VIII. | Gotland                          | Švedska                        |
| 2001.  | IX.   | Otok Man                         | britanski krunski posjed       |
| 2003.  | X.    | Guernsey                         | britanski krunski posjed       |
| 2005.  | XI.   | Shetlandsko otočje               | Škotska                        |
| 2007.  | XII.  | Rod                              | Grčka                          |
| 2009.  | XIII. | Åland                            | Finska                         |
| 2011.  | XIV.  | Wight                            | Engleska                       |
| 2013.  | XV.   | Bermuda ili Prince Edward Island |                                |

## Športovi
Zemlja domaćin bira između 12 i 14 športskih grana, koje će biti na njihovim igrama. 
| - atletika - badminton - biciklizam - bowls - gimnastika - golf | - jedrenje - judo - košarka - nogomet - odbojka - plivanje | - squash - stolni tenis - streličarstvo - streljaštvo - tenis - triatlon |

## Vanjske poveznice
- IslandGames.net
- Rodos 2007.  Arhivirana inačica izvorne stranice od 24. lipnja 2013. (Wayback Machine) Otočke igre na Rodosu u Grčkoj